# Istočna Armenija
Istočna Armenija je bio dio Osmanske Armenije i Perzijske Armenije koji je ustupljen Carskoj Rusiji nakon Rusko-turskog rata 1828. – 1829. Ovo područje odgovara određenim dijelom teritoriju današnje Armenije.
U vrijeme ruske carske vlasti, Istočna Armenija sastojala se od ovih područja: 
- Erivanska gubernija
- Karska oblast
- Jelizavetpolska gubernija (zapadni dio)
- Tifliska gubernija (južni dio)

Istočnoarmenski dijalekt armenskog jezika govori se u području Kavkaza, Rusije i Irana.
Istočna Armenija bila je dio Zakavkaske Socijalističke Federativne Sovjetske Republike od 1922., da bi 1936. postala Armenska Sovjetska Socijalistička Republika, te od 1991. nezavisna Armenija.